# Uniformer Raum
Uniforme Räume sind im Teilgebiet Topologie der Mathematik Verallgemeinerungen metrischer Räume. Jeder metrische Raum kann auf natürliche Weise als uniformer Raum betrachtet werden, und jeder uniforme Raum kann auf natürliche Weise als topologischer Raum betrachtet werden.
Ein uniformer Raum ist eine Menge mit einer sogenannten uniformen Struktur, die eine Topologie auf der Menge definiert, zusätzlich aber erlaubt, Umgebungen an verschiedenen Punkten miteinander zu vergleichen und die aus der Theorie der metrischen Räume bekannten Begriffe wie Vollständigkeit, gleichmäßige Stetigkeit und gleichmäßige Konvergenz zu verallgemeinern und zu abstrahieren.
Das Konzept der uniformen Räume gestattet die Formalisierung der Idee, dass „ein Punkt {\displaystyle x} gleich nah bei einem anderen Punkt {\displaystyle a} ist, wie ein dritter Punkt {\displaystyle y} bei einem vierten Punkt {\displaystyle b}“, während in topologischen Räumen nur Aussagen der Form „{\displaystyle x} ist gleich nah bei {\displaystyle a} wie {\displaystyle y} bei {\displaystyle a} ist“ gemacht werden können. Anders als bei metrischen Räumen wird dieser Vergleich hier nicht durch ein Abstandsmaß vermittelt, sondern durch eine direkte Beziehung zwischen  den Umgebungsfiltern von {\displaystyle a} und {\displaystyle b}.
Neben metrischen Räumen induzieren auch topologische Gruppen uniforme Strukturen auf der unterliegenden Menge.
Ein topologischer Raum, zu dessen Topologie es eine uniforme Struktur gibt, die jene induziert, heißt uniformisierbarer Raum. Dieser Begriff ist äquivalent zu dem des vollständig regulären Raumes.

## Geschichte
Bevor André Weil im Jahr 1937 die erste explizite Definition einer uniformen Struktur gab, wurden uniforme Konzepte überwiegend im Zusammenhang mit metrischen Räumen diskutiert. Nicolas Bourbaki präsentierten in ihrem Buch Topologie Générale eine Definition einer uniformen Struktur, die auf Nachbarschaften aufbaut, und John W. Tukey lieferte eine Definition, die auf uniformen Überdeckungen basiert. André Weil charakterisierte uniforme Räume mit Hilfe einer Familie von Pseudometriken.

## Definition

### Definition mit Nachbarschaften
Ein uniformer Raum {\displaystyle (X,\Phi )} ist eine Menge {\displaystyle X} zusammen mit einer nichtleeren Menge {\displaystyle \Phi } von Teilmengen des kartesischen Produkts {\displaystyle X\times X}, welche die folgenden Axiome erfüllt:
1. {\displaystyle \forall U\in \Phi \ \forall x\in X.(x,x)\in U}
Alle Mengen, die zu {\displaystyle \Phi } gehören, enthalten die Diagonale {\displaystyle \{\,(x,x)\mid x\in X\,\}}.
2. {\displaystyle \forall U\in \Phi \ \forall V\supset U.V\in \Phi }
Ist {\displaystyle U\in \Phi } und {\displaystyle V} eine weitere Teilmenge von {\displaystyle X\times X}, welche {\displaystyle U} enthält, so ist auch {\displaystyle V\in \Phi }.
3. {\displaystyle \forall U,V\in \Phi .U\cap V\in \Phi }
Sind {\displaystyle U} und {\displaystyle V} in {\displaystyle \Phi }, so liegt auch {\displaystyle U\cap V} in {\displaystyle \Phi }.
4. {\displaystyle \forall U\in \Phi \ \exists V\in \Phi .V\circ V\subseteq U} bzw.
{\displaystyle \forall U\in \Phi \ \exists V\in \Phi \ \forall x,y,z\in X.(x,y),(y,z)\in V\implies (x,z)\in U}
Für jedes {\displaystyle U\in \Phi } existiert ein {\displaystyle V\in \Phi } sodass {\displaystyle (x,z)\in U}, wenn {\displaystyle (x,y),(y,z)\in V}.
5. {\displaystyle \forall U\in \Phi .U^{-1}\in \Phi } bzw.
{\displaystyle \forall U\in \Phi .\{\,(y,x)\in X\times X\mid (x,y)\in U\,\}\in \Phi }
Für jedes {\displaystyle U\in \Phi } ist auch {\displaystyle \{\,(y,x)\in X\times X\mid (x,y)\in U\,\}\in \Phi }.

Ein solches {\displaystyle \Phi } heißt uniforme Struktur. Die Elemente von {\displaystyle \Phi } werden Nachbarschaften genannt. Die Axiome 2, 3 und 5 lassen sich zusammenfassen als: Eine uniforme Struktur ist ein Mengenfilter über {\displaystyle X\times X}, sodass die symmetrischen Elemente eine Filterbasis der Struktur sind.
Man schreibt {\displaystyle U[x]=\{\,y\in X\mid (x,y)\in U\,\}}. Eine typische Nachbarschaft wird graphisch oft als ein Schlauch um die Diagonale {\displaystyle y=x} in {\displaystyle X\times X} gezeichnet. {\displaystyle U[x]} ist eine typische Umgebung von {\displaystyle x}. {\displaystyle U[y]} ist dann eine typische Umgebung von {\displaystyle y}. Man betrachtet dann die beiden Umgebungen als gleich groß.

### Definition mit gleichmäßigen Überdeckungen
Ein uniformer Raum {\displaystyle (X,\theta )} ist eine Menge {\displaystyle X} zusammen mit einer Familie {\displaystyle \theta } von Überdeckungen von {\displaystyle X}, die bezüglich der Stern-Verfeinerung einen Filter bilden. Dabei ist die Überdeckung {\displaystyle P} eine Stern-Verfeinerung der Überdeckung {\displaystyle Q} (geschrieben {\displaystyle P<\ast Q}), falls für jedes {\displaystyle A\in P} ein {\displaystyle U\in Q} existiert, so dass für jedes {\displaystyle B\in P} mit {\displaystyle A\cap B\neq \emptyset } auch {\displaystyle B\subseteq U} gilt. Dies reduziert sich auf folgende Axiome:
1. {\displaystyle \{X\}} ist in {\displaystyle \theta }.
2. Ist {\displaystyle P<\ast Q} und {\displaystyle P\in \theta }, so gilt auch {\displaystyle Q\in \theta }
3. Sind {\displaystyle P} und {\displaystyle Q} in {\displaystyle \theta }, so existiert ein {\displaystyle R} in {\displaystyle \theta } mit {\displaystyle R<\ast P} und {\displaystyle R<\ast Q}.

Die Elemente aus {\displaystyle \theta } werden gleichmäßige Überdeckungen genannt. {\displaystyle \theta } selbst heißt Überdeckungsstruktur.
Für einen Punkt {\displaystyle x} und eine gleichmäßige Überdeckung {\displaystyle P} bildet die Vereinigung jener Elemente von {\displaystyle P}, die {\displaystyle x} enthalten, eine typische Umgebung von {\displaystyle x} der Größe {\displaystyle P}. Dieses Maß kann anschaulich gleichmäßig auf dem ganzen Raum angewandt werden.
Sei ein uniformer Raum definiert durch Nachbarschaften gegeben. Dann heißt eine Überdeckung {\displaystyle P} gleichmäßig, falls eine Nachbarschaft {\displaystyle U} existiert, so dass für jedes {\displaystyle x\in X} ein {\displaystyle A\in P} mit {\displaystyle U[x]\subseteq A} existiert. Die so definierten gleichmäßigen Überdeckungen bilden einen uniformen Raum gemäß der zweiten Definition.
Sei umgekehrt ein uniformer Raum durch gleichmäßige Überdeckungen gegeben. Dann bilden die Obermengen von {\displaystyle \textstyle \bigcup \{A\times A\vert A\in P\}}, wobei {\displaystyle P} die uniformen Überdeckungen durchläuft, die Nachbarschaften eines uniformen Raumes gemäß der ersten Definition. Diese beiden Transformationen sind zueinander invers.

### Definition durch Pseudometriken
Uniforme Räume können weiter auch mit Hilfe von Systemen von Pseudometriken definiert werden. Dieser Ansatz, der im Artikel Pseudometrik genau beschrieben wird, erweist sich insbesondere in der Funktionalanalysis als nützlich.

## Fundamentalsystem einer uniformen Struktur
Sei {\displaystyle \Phi } ein Nachbarschaftssystem. Ein Teilsystem {\displaystyle F} von {\displaystyle \Phi } heißt Fundamentalsystem von {\displaystyle \Phi }, wenn jede Nachbarschaft aus {\displaystyle \Phi } eine Nachbarschaft aus {\displaystyle F} enthält (das heißt, dass {\displaystyle F} eine Filterbasis von {\displaystyle \Phi } ist).
Ein Fundamentalsystem spielt für die uniforme Struktur dieselbe Rolle, die eine Basis für die Topologie in allgemeinen topologischen Räumen spielt. Dies lässt sich so präzisieren: Bezeichne
{\displaystyle F(x):=\{N\in F:(x,x)\in N\}}
die Menge der {\displaystyle F}-Nachbarschaften eines Punktes {\displaystyle x}, und sei
{\displaystyle F[x]:=\{U[x]:U\in F(x)\}}.
Dann ist {\displaystyle F[x]} eine Umgebungsbasis von {\displaystyle x} und die Vereinigung {\displaystyle \textstyle B=\bigcup _{x\in X}F[x]} aller Umgebungsbasen eine Basis der Topologie.

### Ein Kriterium für Fundamentalsysteme
Wie eine Basis zur Definition einer eindeutigen topologischen Struktur verwendet werden kann, so kann man mit einem Fundamentalsystem eine eindeutige uniforme Struktur definieren:
Sei {\displaystyle F} ein System von Teilmengen von {\displaystyle X\times X} mit folgenden Eigenschaften:
1. Jedes Element von {\displaystyle F} enthält die identische Relation.
2. Jeder endliche Durchschnitt von Mengen aus {\displaystyle F} enthält eine Menge aus {\displaystyle F}.
3. Für jedes Element {\displaystyle N} aus {\displaystyle F} existiert {\displaystyle M} aus {\displaystyle F} mit {\displaystyle M\subseteq N^{-1}}.
4. Für jedes Element {\displaystyle N} aus {\displaystyle F} existiert {\displaystyle M} aus {\displaystyle F} mit {\displaystyle M^{2}\subseteq N}.

Dann ist der von {\displaystyle F} erzeugte Filter {\displaystyle \Phi :=\{N\subseteq X\times X|\exists M\in F:M\subseteq N\}} eine uniforme Struktur auf {\displaystyle X} mit {\displaystyle F} als Fundamentalsystem. (Mit {\displaystyle N^{-1}} bzw. {\displaystyle M^{2}=M\circ M} ist die Umkehrung bzw. Verkettung im Relationensinn gemeint.)
Diese vier Eigenschaften beschreiben die Elemente von {\displaystyle F} als Klasse von binären Relationen auf {\displaystyle X}. Die erste Eigenschaft fordert die Reflexivität jeder dieser Relationen. Die zweite Eigenschaften beschreibt das Verhältnis dieser Relationen untereinander, sie lässt sich auch so formulieren:
- Jede endliche Menge von Relationen aus {\displaystyle F} hat eine gemeinsame Verschärfung in {\displaystyle F}.

Die dritte und vierte Eigenschaft schwächen folgende Attribute von Einzelrelationen ab:
- Sind alle Relationen aus {\displaystyle F} symmetrisch, dann ist 3. erfüllt.
- Sind alle Relationen aus {\displaystyle F} transitiv, dann ist 4. erfüllt.

### Anwendungsbeispiel
Sei {\displaystyle X} eine Menge, {\displaystyle Y} ein uniformer Raum und {\displaystyle A=Y^{X}} die Menge der Abbildungen von {\displaystyle X} nach {\displaystyle Y}. Setzt man für jede Nachbarschaft {\displaystyle N\subseteq Y\times Y}
{\displaystyle W(X,N):=\{(f,g)\in A\times A|\,\forall x\in X:(f(x),g(x))\in N\}},
dann bildet die Menge der so definierten Nachbarschaften auf {\displaystyle A} ein Fundamentalsystem einer uniformen Struktur auf {\displaystyle A}. Mit dieser Konstruktion lässt sich die uniforme Struktur des Bildraums auf die volle Abbildungsmenge {\displaystyle A} und damit auch auf jede Teilmenge von {\displaystyle A} (als Unterraum) übertragen.

## Anschauung
In metrischen Räumen werden Begriffe wie Stetigkeit und Gleichmäßigkeit gewöhnlich mit Hilfe von {\displaystyle \delta } und {\displaystyle \varepsilon } definiert, welche die Nähe numerisch beschreiben. In topologischen Räumen wird diese Anschauung mit Hilfe von Umgebungen {\displaystyle O} eines Punktes {\displaystyle x} ausgedrückt. Dabei ersetzt der Ausdruck {\displaystyle a\in O} die Bezeichnung {\displaystyle |x-a|<\delta }. Die {\displaystyle \delta }-{\displaystyle \varepsilon }-Definition der Stetigkeit überträgt sich dann direkt auf topologische Räume.
In uniformen Räumen ist {\displaystyle a\in U[x]} der Ersatz für {\displaystyle |x-a|<\delta }. Weiter kann auch die {\displaystyle \delta }-{\displaystyle \varepsilon }-Definition der gleichmäßigen Stetigkeit direkt in die entsprechende Definition in uniformen Räumen übersetzt werden.
Die uniforme Struktur erlaubt es, Nähe nicht nur, wie in allgemeinen topologischen Räumen, für jeden Punkt {\displaystyle x} einzeln zu betrachten, sondern man hat einen gleichmäßigen Begriff von Nähe zur Verfügung, der sich auf den ganzen Raum anwenden lässt.
Die Axiome für Nachbarschaften garantieren ein nichtnumerisches Maß für die Nähe. Das vierte Axiom beinhaltet sowohl die Dreiecksungleichung als auch die Möglichkeit, Mengen zu halbieren.
Die Anschauung für eine gleichmäßige Überdeckungsstruktur ist, dass verschiedene Elemente einer Überdeckung als gleich groß betrachtet werden. Die Bedeutung der Sternverfeinerung ist, dass falls {\displaystyle P<\ast Q} gilt, dann Mengen der Größe {\displaystyle P} halb so groß sind wie Mengen der Größe {\displaystyle Q}.

## Gleichmäßig stetige Funktionen
Eine gleichmäßig stetige Funktion ist dadurch definiert, dass Urbilder von Nachbarschaften wiederum Nachbarschaften sind, oder äquivalent, dass Urbilder von gleichmäßigen Überdeckungsstrukturen wieder gleichmäßige Überdeckungsstrukturen sind.
So wie die stetigen Funktionen zwischen topologischen Räumen die topologischen Eigenschaften erhalten, erhalten gleichmäßig stetige Funktionen die uniformen Strukturen. Ein Isomorphismus zwischen uniformen Strukturen, also eine in beiden Richtungen gleichmäßig stetige Bijektion, heißt uniformer Isomorphismus.

## Topologie uniformer Räume
Jede uniforme Struktur auf einer Menge {\displaystyle X} induziert auch eine Topologie auf {\displaystyle X}. Dabei ist eine Teilmenge {\displaystyle O} von {\displaystyle X} genau dann offen, wenn für jedes {\displaystyle x} in {\displaystyle O} eine Nachbarschaft {\displaystyle V} existiert, so dass {\displaystyle V[x]} eine Teilmenge von {\displaystyle O} ist. Es ist möglich, dass verschiedene uniforme Strukturen dieselbe Topologie auf {\displaystyle X} erzeugen. Die resultierende Topologie ist eine symmetrische Topologie, d. h., der Raum ist ein R0-Raum.
Weiter ist jeder uniforme Raum ein vollständig regulärer Raum, und auf jedem vollständig regulären Raum kann eine uniforme Struktur definiert werden, welche die gegebene Topologie erzeugt.
Ein uniformer Raum {\displaystyle X} ist genau dann ein Kolmogoroff-Raum, wenn der Durchschnitt aller Nachbarschaften die Diagonale ist. In diesem Fall ist {\displaystyle X} sogar ein Tychonoff-Raum und somit insbesondere ein Hausdorff-Raum.

## Vollständigkeit
In Analogie zu vollständigen metrischen Räumen kann man auch Vollständigkeit in uniformen Räumen untersuchen. Anstelle von Cauchy-Folgen arbeitet man mit Cauchynetzen oder Cauchyfiltern.
Ein Cauchyfilter {\displaystyle F} auf einem uniformen Raum ist ein Filter {\displaystyle F}, so dass für jede Nachbarschaft {\displaystyle U} ein {\displaystyle A\in F} mit {\displaystyle A\times A\subseteq U} existiert. Ein uniformer Raum heißt vollständig, falls jeder Cauchyfilter konvergiert.
Wie bei metrischen Räumen hat jeder uniforme Raum eine Vervollständigung, das heißt, es existiert ein separierter uniformer Raum {\displaystyle Y} und eine gleichmäßig stetige Abbildung {\displaystyle i\colon X\to Y}, so dass zu jeder gleichmäßig stetigen Abbildung {\displaystyle f\colon X\to Z} in einen vollständigen, separierten, uniformen Raum {\displaystyle Z} eine eindeutig bestimmte gleichmäßig stetige Abbildung {\displaystyle g\colon Y\to Z} mit {\displaystyle f=g\circ i} existiert. Ähnlich wie bei metrischen Räumen kann diese Vervollständigung über Äquivalenzklassen von Cauchyfiltern definiert werden. Dabei gilt {\displaystyle F\approx G}, falls {\displaystyle F\cap G} ein Cauchyfilter ist. Für eine Nachbarschaft {\displaystyle U} auf {\displaystyle X} ist {\displaystyle \{([F]_{\approx },[G]_{\approx })\vert \exists A\subseteq F\cap G\colon A\times A\subseteq U\}} eine Nachbarschaft auf der Menge der {\displaystyle \approx }-Äquivalenzklassen von Cauchyfiltern.
Stattdessen können auch minimale Filter bzw. runde Filter verwendet werden. Ein Filter {\displaystyle F} heißt rund, falls {\displaystyle A\in F} impliziert, dass eine Nachbarschaft {\displaystyle U} und ein {\displaystyle B\in F} existieren, so dass {\displaystyle U[B]\subseteq A}. Jede {\displaystyle \approx }-Äquivalenzklasse enthält genau einen minimalen bzw. runden Filter, somit kann die Vervollständigung auf der Menge der minimalen/runden Cauchyfilter definiert werden.

## Beispiele
Jeder metrische Raum {\displaystyle (X,d)} besitzt eine uniforme Struktur, deren Topologie mit der von der Metrik erzeugten Topologie übereinstimmt. Dazu definiere man für jedes {\displaystyle \varepsilon \in \mathbb {R} } die Nachbarschaft
{\displaystyle U_{\varepsilon }:=\{(x,y)\in X\!\times \!X\mid d(x,y)<\varepsilon \}}
und die uniforme Struktur
{\displaystyle \Phi :=\{V\subset X\times X\mid \exists \varepsilon \in \mathbb {R} :U_{\varepsilon }\subset V\}.}
Diese Konstruktion macht die Verallgemeinerung der metrischen auf die uniformen Räume besonders augenfällig.
Beispiele aus der Theorie metrischer Räume zeigen, dass verschiedene uniforme Strukturen dieselbe Topologie erzeugen können. Sei zum Beispiel {\displaystyle d_{1}(x,y)=|x-y|} die gewöhnliche Metrik auf {\displaystyle \mathbb {R} } und {\displaystyle d_{2}(x,y)=|\mathrm {e} ^{x}-\mathrm {e} ^{y}|}. Beide Metriken erzeugen die Standardtopologie auf {\displaystyle \mathbb {R} }, die zugehörigen uniformen Strukturen sind dagegen verschieden. So ist {\displaystyle \{(x,y):|x-y|<1\}} eine Nachbarschaft in der von {\displaystyle d_{1}} erzeugten uniformen Struktur, aber nicht für diejenige von {\displaystyle d_{2}}. Dies drückt sich dadurch aus, dass die „Identität“
{\displaystyle {\begin{array}{lclc}\iota \colon &(\mathbb {R} ,d_{1})&\to &(\mathbb {R} ,d_{2})\\&x&\mapsto &x\end{array}}}
zwar stetig aber nicht gleichmäßig stetig ist.
Jede topologische Gruppe {\displaystyle (G,\cdot )} (und damit speziell jeder topologische Vektorraum)
wird zu einem uniformen Raum, wenn wir die Teilmengen {\displaystyle V} von {\displaystyle G\times G} als Nachbarschaften definieren, die eine Menge der Form  {\displaystyle \{(x,y)\colon x\cdot y^{-1}\in U\}} für eine Umgebung {\displaystyle U} des neutralen Elementes von {\displaystyle G} enthalten. Die so definierte uniforme Struktur heißt rechte uniforme Struktur auf {\displaystyle G}, da für jedes {\displaystyle a} in {\displaystyle G} die Rechtsmultiplikation {\displaystyle x\to x\cdot a} gleichmäßig stetig ist. Man kann auch analog eine linke uniforme Struktur auf {\displaystyle G} definieren. Die beiden uniformen Strukturen können verschieden sein, erzeugen aber dieselbe Topologie auf {\displaystyle G}. Wenn die Topologie einer topologischen Gruppe von einer linksinvarianten Metrik erzeugt wird, dann stimmt die linksuniforme Struktur der topologischen Gruppe mit uniformen Struktur als metrischer Raum überein. Beispielsweise stimmt die uniforme Struktur von {\displaystyle (\mathbb {R} ^{n},+)} als topologische Gruppe mit der uniformen Struktur von {\displaystyle \mathbb {R} ^{n}} als metrischer Raum (mit der Standard-Metrik) überein.
Jeder kompakte Hausdorff-Raum trägt eine eindeutige uniforme Struktur, die die gegebene Topologie induziert. Die Eindeutigkeit folgt daraus, dass stetige Funktionen auf kompakten Räumen gleichmäßig stetig sind und somit jeder Homöomorphismus auch uniformer Isomorphismus ist.